# Свети Онуфрий (Борботско)
„Свети Онуфрий“ (на гръцки: Αγίου Ονούφριου) е православна църква край село Борботско (Ептахори), Егейска Македония, Гърция, подчинена на Костурската митрополия.

## Местоположение
Църквичката е разположена в западните склонове на планината Горуша, на 4 km северно от Борботско, в района на стария манастир „Успение Богородично“ (Палиомонастиро).

## История
Църквата е от XVII век, построена при управлението на епископ Партений Сисанийски. Запазени са ценни стенописи от епохата. В храма е имало ктиторски надпис, който е гласял:
| „ | ἀρχιερατέυοντος Κυρίου Κυρίου Παρθενίου ἐπὶ ἔτους ΖΡΟΓ При архиерейството на господин господин Партений в годината 7173 (1665) | “ |

- Стенописи